# Cătălin Josan

Cătălin Josan (n. 4 martie 1987, Chișinău, Republica Moldova) este un cântăreț din Moldova, câștigătorul primei ediții a emisiunii-concurs Megastar, realizată de postul de televiziune Prima TV din România.
Cătălin este primul artist care a semnat un contract cu cea mai mare casă de discuri din România, "Universal Music"

## Biografie
Cătălin Josan a studiat la liceul de muzică "Ciprian Porumbescu" din Chișinău, specialitatea - pian. A învățat să cânte la chitară. A absolvit Academia de Muzică, Teatru și Arte Plastice din Chișinău, facultatea canto academic, elev al profesorului Valeriu Vdovicenco. 
În octombrie, acesta și-a lansat primul album din cariera sa muzicală - "Megastart". Piesa de debut se numește "Big Brown Eyes", pentru care Catalin a colaborat cu Marius Moga, Don Baxter și creatoarea de modă Maria Marinescu. Lansată la începutul lunii semptembrie, piesa s-a bucurat de un mare succes.
Cătălin a participat la selecția națională a concursului Eurovision în România, unde s-a calificat cu două din cele trei piese propuse, performanță reușită și de cunoscuta cântăreață Nico - reprezentanta României pentru Eurovision 2008. Piesa "When we're together" s-a clasat pe locul 3 în prima semifinală, ca și "Run Away" în cea de-a doua semifinală. Astfel calificat cu ambele piese în finala națională, Cătălin a reușit să renunțe la prima piesă pentru ca cele două piese să nu concureze una cu alta. "Run away" s-a clasat pe locul 4 în preferințele publicului.
În 2009 a filmat un videoclip la piesa lui, Veronica Demonica.
Este fiul lui Nicolae Josan, fondator al formației Cenaclului „Mateevici” (anul 1989) și Lora. Are un frate mai mare, Dorian, și o soră mai mică – Ruxanda.
La 6 ianuarie 2024 interpretul în vârstă de 36 ani s-a logodit.

## Discografie

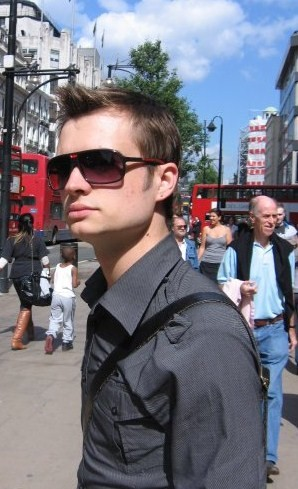

### Album
- 2007 - Megastart (Universal Music Romania)

### Single-uri
- 2007 - Veronica Demonica
- 2007 - Big Brown Eyes ft. (Maria Marinescu)
- 2011 - Don't Wanna Miss You
- 2011 - Walking on Fire
- 2012 - Call My Name
- 2013 - Floorplay feat Iuliana Puschila

### Colaborări
- 2012 - D'estate (cu La Differenza)[4]

## Participarea la concursulMegastar
Melodii interpretate
| Ediția                     | Melodia interpretată                                | Artistul original               | Tema (dacă a existat) | Rezultatul                      |
| -------------------------- | --------------------------------------------------- | ------------------------------- | --------------------- | ------------------------------- |
| Calificări - Etapa Moldova | "She Bangs"                                         | Ricky Martin                    | -                     | Calificat în finale             |
| Finala 1                   | "Ding-A-Dong"                                       | Teach-In                        | Eurovision            | Calificat (în următoarea etapă) |
| Finala 2                   | "Behind Blue Eyes"                                  | Limp Bizkit                     | Piese la alegere      | Calificat                       |
| Finala 3                   | "September"                                         | Earth, Wind & Fire              | Disco                 | Calificat                       |
| Finala 4                   | "Kiss"                                              | Tom Jones                       | ?                     | Calificat                       |
| Finala 5                   | "Copacul"                                           | Aurelian Andreescu              | Melodii românești     | Calificat                       |
| Finala 6                   | "Bulería"                                           | David Bisbal                    | Latino                | Calificat                       |
| Finala 7                   | "All I care about"                                  | ?                               | Musical               | Calificat                       |
| Finala 8                   | "Endless Love"                                      | Diana Ross și Lionel Richie     | Duet cu un artist     | Calificat                       |
| Finala 9                   | "I'm a believer"                                    | Smash Mouth                     | Piese la alegere      | Calificat                       |
| Finala 10                  | "Lonely No More" Shape of my heart" Vreau o minune" | Rob Thomas Sting Holograf       | Piese la alegere      | Calificat în finala mare        |
| Finala mare                | "February song" "Kiss" "Mi-ai luat inima"           | Josh Groban Tom Jones Proconsul | ?                     | Câștigătorul concursului        |